# Detroit Metal City
Detroit Metal City (デトロイト・メタル・シティ, Detoroito metaru shiti) est un manga parodique de Kiminori Wakasugi. Le personnage principal Sôichi Negishi est un jeune garçon qui affectionne les ambiances délicates et la pop suédoise. Mais il est aussi le chanteur-guitariste déchaîné de DMC (Detroit Metal City), un groupe de Death metal. Cette double vie non assumée par le héros est un prétexte à toutes sortes de quiproquos.
La série comprend 10 tomes.
Ce manga a été adapté dans un film sorti au Japon le 23 août 2008 ainsi que dans une série d'OAV composée de 12 épisodes d'environ 13 minutes chacun, commencée le 8 octobre 2008.

## Histoire
Soichi Negishi est un jeune homme timide et doux qui rêve d'une carrière de musicien de pop suédoise. Or, ses rêves ne se réalisent pas comme il le faudrait, de sorte qu'il a fini par devenir le chanteur principal et guitariste d'un groupe de Death Metal appelé "Detroit Metal City". En costume de scène, il est Johannes Krauser II. La rumeur dit qu'il est un démon du terrorisme de l'enfer, qu'il a tué et violé ses parents, et qu'il exerce son pénis géant de la mort (Death Penis) sans retenues (il est accusé de nombreux viols), il sait aussi dire le mot "rape" (viol) dix fois en une seconde. Negishi méprise DMC et tout ce qu'il représente, mais il ne peut s'en détacher car avec lui, il connait la gloire, contrairement à quand il essaie de démontrer son talent pour la pop.

## Personnages
- Sôichi Negishi (根岸 崇一, Negishi Sōichi?) : le personnage principal. Un musicien calme et pacifique de Inukai, Ōita, il est un fan de Pop suédoise qui est l'exact opposé de son alter-ego Johannes Krauser II (ヨハネ・クラウザーII世, Yohane Kurauzā Nisei?), Leader du groupe Death Metal DMC (abréviation de Detroit Metal City). Honteux de son vrai métier, Negishi doit faire face à la renommée naissante de DMC, tout en le cachant à ses amis et à sa famille. Même si Negishi méprise tant Krauser, il ne peut jamais résister à la tentation d'invoquer son ego démoniaque, chaque fois qu'il se sent irrité. Pendant les concerts de DMC en tant que Krauser, Negishi s'avère être un guitariste qualifié, capable de jouer avec ses dents (Référence au "Solo dentesque").
- Yuri Aikawa (相川 由利, Aikawa Yuri?) : amie de Negishi. Ils se sont rencontrés à la fac, depuis, Negishi est amoureux d'elle et sortir avec elle est son intérêt principal. Elle aime la nature calme et les chansons de Negishi, mais n'aime pas la musique de DMC et son chanteur Krauser, mais elle ignore qu'avec Negishi, ils sont la même personne. Elle travaille en tant que chroniqueuse pour le magazine Amore Amour.
- Masayuki Wada (和田 真幸, Wada Masayuki?) : joue le rôle de Alexander Jagi (アレキサンダー・ジャギ, Arekisandā Jagi?), Le bassiste de DMC. Il vient de Saitama et il est élancé, plutôt beau garçon. C'est même un homme à femmes. Il aimerait quitter DMC pour jouer dans un groupe Visual Kei/J-rock comme X Japan, mais comme les autres membres de la bande, il craint leur manager.
- Terumichi Nishida (西田 照道, Nishida Terumichi?) : Petit et grassouillet, il est fan de nourriture au curry. Il ne parle que très peu et, quand il s'adresse à des jeunes femmes, ce qu'il leur dit est soit ouvertement salace, soit à double sens. Il est otaku (personne ayant des intérêts obsessionnels, en particulier pour les anime, manga et jeux vidéo). Nishida joue le rôle de Camus (カミュ, Kamyu?), Le batteur de DMC. Il est peut-être le membre le plus fidèle au groupe. Sur scène, rien n'arrêtera son jeu de batterie, que ce soit un incendie, ça ne le gêne nullement de remplacer ses baguettes par des cobras vivants.
- La présidente de Death Record (デスレコーズ社長, Desu Rekōzu Shachō?) : c'est une femme blonde qui semble n'éprouver aucun sentiment et qui mène d'une poigne de fer la carrière de DMC. Elle ne supporte pas qu'on la contredise et fait preuve d'une grande violence à l'égard de quiconque la contrarie. En outre, elle tire plaisir de la violence des concerts de métal (paroles des chansons, violence de la musique) ou de ce qui relève selon elle de l'esprit du métal (voies de fait sur des agents de police, viols en public, humiliation d'autrui, etc.), et n'hésite pas à se vanter d'en tirer un plaisir sexuel, comme après le premier concert de DMC visible dans le Tome 1 du manga. Elle est souvent accompagnée par Guri Gura, son duo d'homme de mains.
- Keisuke Nashimoto (梨元 圭介, Nashimoto Keisuke?) : il s'agit d'un homme d'âge moyen, assez corpulent et au crâne dégarni, à tendance masochiste. Il a été embauché pour jouer le " porc capitaliste " dans les concerts de DMC, dont le rôle est de porter des sous-vêtements féminins avec un baillon-boule et de se faire battre et maltraiter par Krauser pendant les spectacles. Il travaille à temps partiel à un Convenience Store.
- Jack III Dark (ジャック・イル・ダーク, Jakku iru Dāku?): Aussi connu sous le nom de "l'Empereur", c'est un guitariste légendaire de black metal venu des États-Unis et qui a choisi d'écraser DMC dans son concert d'adieu au Japon. Mais après avoir fait exploser la colère de Negishi par inadvertance, il a fini par être surpassé par Krauser, qui est alors devenu le légitime héritier de sa guitare légendaire et du titre d'"Empereur".

## Édition française
L'édition française est assurée par les Éditions 12 bis, et traduite par Sylvain Chollet.
Tomes sortis en France :
- Tome 1 (25 septembre 2008)
- Tome 2 (11 décembre 2008)
- Tome 3 (26 février 2009)
- Tome 4 (22 avril 2009)
- Tome 5 (9 juillet 2009)
- Tome 6 (12 novembre 2009)
- Tome 7 (22 avril 2010)
- Tome 8 (8 juillet 2010)
- Tome 9 (25 janvier 2011)
- Tome 10 (31 mars 2011) 'Dernier tome de la série'

## Album
Detroit Metal City a sorti un album, intitulé "For The Movie".
Playlist :
- 殺 - SATSUGAI (Kill)
- スラッシュキラー (Slash Killer)
- グロテスク (Grotesque)
- メス豚交響曲 (Female Pig Symphony)
- デスペニス (Death Penis)
- あの娘をレイプ (Ano Ko Wo Rape, Rape That Girl)
- マッド・モンスター (Mad Monster)
- 恨みはらさでおくべきか (Should This Revenge Be Taken)
- 魔王 (Satan)
- ファッキンガム宮殿 (Fuckingham Palace)

## Informations diverses
- Le titre du manga est inspiré d'une chanson de Kiss, "Detroit Rock City"
- L'univers du groupe Detroit Metal City est fortement inspiré du groupe de heavy metal japonais Seikima-II avec qui DMC partage le style de costume et de maquillage, mais aussi la pseudo histoire du groupe (une bande de démons venus conquérir la Terre).
- La chanson "Grotesque" de DMC est une possible référence à l'album "The Golden Age of Grotesque" de Marilyn Manson.
- Une référence au manga est faite dans le volume 6 de Otomen. Lorsque le personnage principal se rend chez le disquaire le CD du groupe y est en vente.
- Dans le tome 1, Negishi mange une chauve-souris vivante, référence à Ozzy Osbourne qui décapita une chauve-souris sur scène durant un concert à Des Moines , pensant que cette dernière, envoyé par un fan, était fausse.
- Krauser fait une brève apparition dans la série K-On! . Alors que Yui décidé de rejoindre le club de musique, elle imagine que les membres sont des fans de Death Metal et c'est Krauser qui servira de peur. Il y dit un petit dialogue digne de lui-même.
- On peut noter que l'un des doubleurs vocales de Krauser (peut être qu'il n'y en a qu'un seul) est exactement le même doubleur que Yukio Tanaka alias Koyuki dans la série Beck.
- Dans le film, c'est Gene Simons (bassiste de Kiss) qui incarne Jack Ill Dark.
- L'un des riffs de la chanson "Mad Monster" s'inspire d'un de ceux de "Heartwork" du groupe Carcass.
- Les accusations de viol et de perversité à l'encontre de Krauser sont possiblement un écho à la réputation sulfureuse que s'était créé Marilyn Manson[1].
- Le refrain de "Satsugai" qui est "Tuez, tuez, tuez vos parents !" fait directement référence au slogan sur les T-shirt du groupe Marilyn Manson où il était écrit "Kill your parents!".